# 劉韋辰 (籃球運動員)
劉韋辰（1988年11月27日—）為臺灣籃球教練、前運動員，場上位置為小前鋒，現擔任星火計畫助理教練。劉韋辰畢業於南山高中、明道大學，職業生涯最初效力於超級籃球聯賽台灣大，2014年加盟臺灣銀行，2017年轉戰富邦勇士，2020年8月重返臺灣銀行，2021年8月加盟T1聯盟新北中信特攻。2024年10月退役轉任星火計畫助理教練。

## 外部連結
- 劉韋辰的Instagram帳戶
- 劉韋辰在fiba.basketball（英语）
- 劉韋辰在Eurobasket.com（球員）（英语）
- 劉韋辰在Flashscore（英语）